# 1542 en santé et médecine
| Années de la santé et de la médecine : 1539 - 1540 - 1541 - 1542 - 1543 - 1544 - 1545    |
| Décennies de la santé et de la médecine : 1510 - 1520 - 1530 - 1540 - 1550 - 1560 - 1570 |

Cet article présente les faits marquants de l'année 1542 en santé et médecine.

## Événement
- Le premier titre de lecteur royal en médecine est attribué par François Ier à Guido Guidi, médecin et chirurgien florentin[1].

## Fondations
- Jean Ferrier II, archevêque d'Arles « décide la fermeture des trente-deux établissements charitables de la ville et leur regroupement en un seul, au centre de la cité », acte qui peut être considéré comme fondateur de l'hôtel-Dieu, dont la construction ne commencera qu'en 1573[2].
- Construction d'un nouvel hôpital à Ribeauvillé[3],[4].

## Publications
- Parution de la traduction en français, par Jean Canappe, du Guidon (1340) de Guy de Chauliac (c.1300-1368[5]).
- Première édition, parue en latin, à Bâle chez Michael Isingrin, de l'Herbier[6] de Leonhart Fuchs ; la deuxième, en allemand, sortira des mêmes presses l'année suivante 1543[7].
- Jean Fernel publie le De naturali parte medicinae, première ébauche de sa Physiologia[8].
- Jacobus Sylvius, De medicamentorum simplicium delectu, à Paris, chez Jacques Gazeau[9].

## Décès
- 10 janvier : Wolfgang Capiton (né en 1478), médecin, théologien et canoniste alsacien[10].
- 1542[11], 1545 ou 1564[12] : Matteo Corti (né en 1475), professeur de médecine à l'université de Bologne.